# نباهووی
نباهووی (به چکی: Nebahovy) یک منطقهٔ مسکونی در جمهوری چک است که در ناحیه پراخاتیتسه واقع شده‌است. نباهووی ۱۶٫۲۷ کیلومتر مربع مساحت و ۴۴۴ نفر جمعیت دارد و ۷۴۵ متر بالاتر از سطح دریا واقع شده‌است.